# Новосергиевская (станица)
Новосергиевская — станица в Крыловском районе Краснодарского края.
Административный центр Новосергиевского сельского поселения.

## География
Станица находится в степной зоне, на расстоянии 16 км к северу станицы Крыловская, административного центра района.

## История
Хутор Новосергиевский был утверждён в 1903 году, фактическое заселение состоялось в 1904 году. В 1915 году был преобразован в станицу Новосергиевская.

## Население
| 2002 | 2010  |
| ---- | ----- |
| 2194 | ↘2163 |

## Улицы
| - пер. Кущёвский, - пер. Мира, - пер. Молодёжный, - пер. Новый, - пер. Первомайский, - пер. Пролетарский, - пер. Солнечный, - пер. Театральный, | - ул. Восточная, - ул. Западная, - ул. Зелёная, - ул. Кольцевая, - ул. Мира, - ул. Победы, - ул. Почтовая, - ул. Пролетарская, | - ул. Садовая, - ул. Светлая, - ул. Свободы, - ул. Советская, - ул. Шевченко, - ул. Школьная, - ул. Южная. |